# Antonina transcaucasica
Antonina transcaucasica är en insektsart som först beskrevs av Borchsenius 1949.  Antonina transcaucasica ingår i släktet Antonina och familjen ullsköldlöss. Inga underarter finns listade i Catalogue of Life.